# كيرين شلومو
كيرين شلومو (بالعبرية: קרן שלמה‏) مواليد 14 يناير 1988 في تل أبيب، هي لاعبة كرة مضرب إسرائيلية وتحتل حالياً المرتبة 610 (21 مارس 2016) في تصنيف رابطة محترفات كرة المضرب. أعلى تصنيف لها في الفردي كان 359. أعلى تصنيف لها في الزوجي كان 341.

## النهائيات

### الفردي (3–9)
| الحصيلة | الرقم | التاريخ        | الدورة            | الأرضية | المنافس          | النتيجة       |
| ------- | ----- | -------------- | ----------------- | ------- | ---------------- | ------------- |
| الوصافة | 1.    | 2 أكتوبر 2007  | ميتيليني، اليونان | صلبة    | أولغا بروزدا     | 2–6, 4–6      |
| الوصافة | 2.    | 25 مايو 2009   | نيودلهي، الهند    | صلبة    | دوان ينغينغ      | 3–6, 4–6      |
| الفوز   | 1.    | 26 أكتوبر 2009 | تل أبيب، إسرائيل  | صلبة    | بولينا روديونوفا | 5–7, 6–4, 7–5 |
| الوصافة | 3.    | 24 مايو 2010   | رعنانا، إسرائيل   | صلبة    | جوليا غلوشكو     | 1–6, 3–6      |

## روابط خارجية
- كيرين شلومو على موقع رابطة محترفات التنس (الإنجليزية)
- كيرين شلومو على موقع الاتحاد الدولي لكرة المضرب (الإنجليزية)
- كيرين شلومو على موقع كأس بيلي جين كينغ (الإنجليزية)
- كيرين شلومو على موقع خلاصة التنس.كوم (الإنجليزية)